# Borek (Kařez)
Borek je osada, základní sídelní jednotka obce Kařez v okrese Rokycany v Plzeňském kraji. Nachází se zhruba jeden kilometr od Kařezu a tři kilometry od města Zbiroh. Nachází se zde 15 domů s 75[zdroj⁠?!] trvalými obyvateli. V osadě stojí na trati Praha–Plzeň Zbiroh nákladní nádraží, které od roku 2012 neslouží cestujícím.

## Obecní správa
Při sčítání lidu v letech 1880–1890 Borek byl osadou obce Kařez v okrese Hořovice. V dalších letech byla evidenční osada obce zrušena.